# Memorial Berkeley
El Memorial Berkeley o Monumento conmemorativo a Berkeley (en inglés: Berkeley Memorial) es un monumento que se encuentra en el centro del llamado "Circus" o Circo en la ciudad de Basseterre, la capital de la nación insular y caribeña de San Cristóbal y Nieves (Saint Kitts and Nevis). El monumento cuenta con una fuente de agua potable, así como un reloj. Hay cuatro caras en el reloj, cada una frente a una de las cuatro calles que llevan al circo. Fue construido en honor de Thomas B.H. Berkeley , expresidente del Consejo Legislativo General, en la década de 1880. Fue traído y construido directamente desde la ciudad de Glasgow, pero con el tiempo se le hicieron modificaciones en el mismo lugar donde se localiza.